# Bromure d'isopropylmagnésium
Le bromure d'isopropylmagnésium est un composé chimique de formule (CH3)2CHMgBr. Cet halogénure organomagnésien isomère du bromure de propylmagnésium est un réactif de Grignard dérivé du propane et l'analogue bromé du chlorure d'isopropylmagnésium, comparable à un organolithien comme l'isopropyllithium. Disponible commercialement en solution dans le THF ou le 2-MeTHF, il est utilisé en synthèse organique pour introduire des groupes isopropyle ou produire des dérivés isopropyliques.